# Wygoda (przystanek kolejowy)
Wygoda – przystanek kolejowy w Prandocinie, w województwie mazowieckim, w Polsce. Na przystanku znajduje się 1 peron.

## Ruch pasażerski[1]
| Rok  | Wymiana pasażerska na dobę |
| ---- | -------------------------- |
| 2017 | 150-199                    |
| 2018 | 100-149                    |
| 2019 | 20-49                      |
| 2020 | 0-9                        |
| 2021 | 50-99                      |
| 2022 | 100-149                    |
| 2023 | 100-149                    |